# بيسي كريستي
بيسي كريستي (بالإنجليزية: Bessie Christie)‏ هي رسامة نيوزيلندية، ولدت في 1904 في ويلينغتون في نيوزيلندا، وتوفيت في 1983 في أوكلاند في نيوزيلندا.